# Vjačeslav Jekimov
Vjačeslav Vladimirovič Jekimov (rusko Вячеслав Владимирович Екимов), ruski kolesar, * 4. februar 1966, Viborg, Sovjetska zveza.
Jekimov je nekdanji profesionalni kolesar, ki je v svoji karieri tekmoval za ekipe Panasonic, Novemail, WordPerfect, Novell, Rabobank, US Postal in Amica Chips–Costa de Almeria. Nastopil je na poletnih olimpijskih igrah v letih 1988 za Sovjetsko zvezo ter 2000 in 2004 za Rusijo. V začetku kariere je tekmoval v dirkališčem kolesarstvu in v tej disciplini postal olimpijski prvak v ekipnem zasledovanju leta 1988, v letih 2000 in 2004 pa je postal olimpijski prvak v kronometru na cesti. Na Dirki po Franciji je dosegel eno posamično etapno zmago leta 1991 ter dve zmagi na ekipnih kronometrih, na Dirki po Španiji je dosegel edino etapno zmago leta 1999. Leta 2003 je zmagal na Dirki po Nizozemski, v letih 1996 in 2000 pa na dirki Driedaagse Brugge–De Panne. Zmagal je na enodnevnih dirkah Grand Prix Eddy Merckx leta 2000 in Züri-Metzgete leta 1992, leta 1997 je postal ruski državni prvak na cestni dirki. Osvojil je tudi tretji mesti na dirkah Pariz–Nica leta 1994 in Pariz–Roubaix leta 2003. Po koncu športne kariere je deloval kot športni direktor v ekipah Team RadioShack in Team Katusha.